# NGC 945
NGC 945 (другие обозначения — MCG -2-7-13, IRAS02261-1045, PGC 9426) — спиральная галактика с перемычкой (SBc) в созвездии Кит.
Этот объект входит в число перечисленных в оригинальной редакции «Нового общего каталога».
В галактике вспыхнула сверхновая SN 1998dt типа Ib, её пиковая видимая звездная величина составила 17,7.
Галактика NGC 945 входит в состав группы галактик NGC 945. Помимо NGC 945 в группу также входят NGC 948, NGC 950, NGC 977, MGC -2-7-20, MGC -2-7-32 и MGC -2-7-33.